# Galífa
Galífa, en grec moderne : Γαλίφα, est un village du dème de Chersónissos, dans le district régional de Héraklion, de la Crète, en Grèce. Selon le recensement de 2001, la population de Galífa compte 247 habitants. Il est situé à une altitude de 305 m.